# Zeltnera
Zeltnera es un género de plantas con flores perteneciente a la familia Gentianaceae. Es originario de América. Comprende 103 especies descritas y de estas, solo 23 aceptadas.

## Taxonomía
El género fue descrito por Guilhem Mansion y publicado en Taxon 53(3): 727–736, f. 4, 5I–N. 2004. La especie tipo es: Zeltnera trichantha
Etimología
Zeltnera: nombre genérico que fue otorgado por los botánicos suizos Louis Zeltner (1938- ) y Nicole Zeltner (1934- ).

## Especies aceptadas
A continuación se brinda un listado de las especies del género Zeltnera aceptadas hasta mayo de 2015, ordenadas alfabéticamente. Para cada una se indica el nombre binomial seguido del autor, abreviado según las convenciones y usos.	
- Zeltnera abramsii
- Zeltnera arizonica
- Zeltnera beyrichii
- Zeltnera breviflora
- Zeltnera calycosa
- Zeltnera davyi
- Zeltnera exaltata
- Zeltnera gentryi
- Zeltnera glandulifera
- Zeltnera madrensis
- Zeltnera martinii
- Zeltnera maryanna
- Zeltnera muehlenbergii
- Zeltnera multicaulis
- Zeltnera namophila
- Zeltnera nesomii[5]
- Zeltnera nevadensis
- Zeltnera nudicaulis -
- Zeltnera pusilla
- Zeltnera quitensis
- Zeltnera setacea
- Zeltnera stricta
- Zeltnera texensis
- Zeltnera trichantha
- Zeltnera venusta
- Zeltnera wigginsii